# Szilhak-Inszuszinak
Szilhak-Inszuszinak (1150–1120 p.n.e.) – król Elamu. Był bratem swojego poprzednika, Kutir-Nahhunte III i synem Szutruk-Nahhunte I.
Uważa się, że to na jego panowanie przypadł okres największego rozkwitu Królestwa Elamu. Kontynuował politykę swoich dwóch poprzedników, którzy podbili Babilonię i położyli kres dynastii kasyckiej. Swoją uwagę kierował na północny zachód (w stronę Nuzi). Rozbudował Suzę i odnowił tamtejsze świątynie.
Kolejnym królem został jego syn Hutellutuszinszuszinak.